# 五香站
五香站（日语：／ Gokō eki */?）是一個位於日本千葉縣松戶市金作，屬於京成電鐵松戶線的鐵路車站。車站編號是KS82。

## 歷史
- 1955年（昭和30年）4月21日：開業。

## 車站結構
島式月台1面2線的地面車站，設有跨站式站房。

### 月台配置
| 月台 | 路線   | 方向 | 目的地                                           |
| ---- | ------ | ---- | ------------------------------------------------ |
| 1    | 松戶線 | 下行 | 新鎌谷、北習志野、新津田沼、京成津田沼、千葉方向 |
| 2    | 松戶線 | 上行 | 八柱、松戶方向                                   |

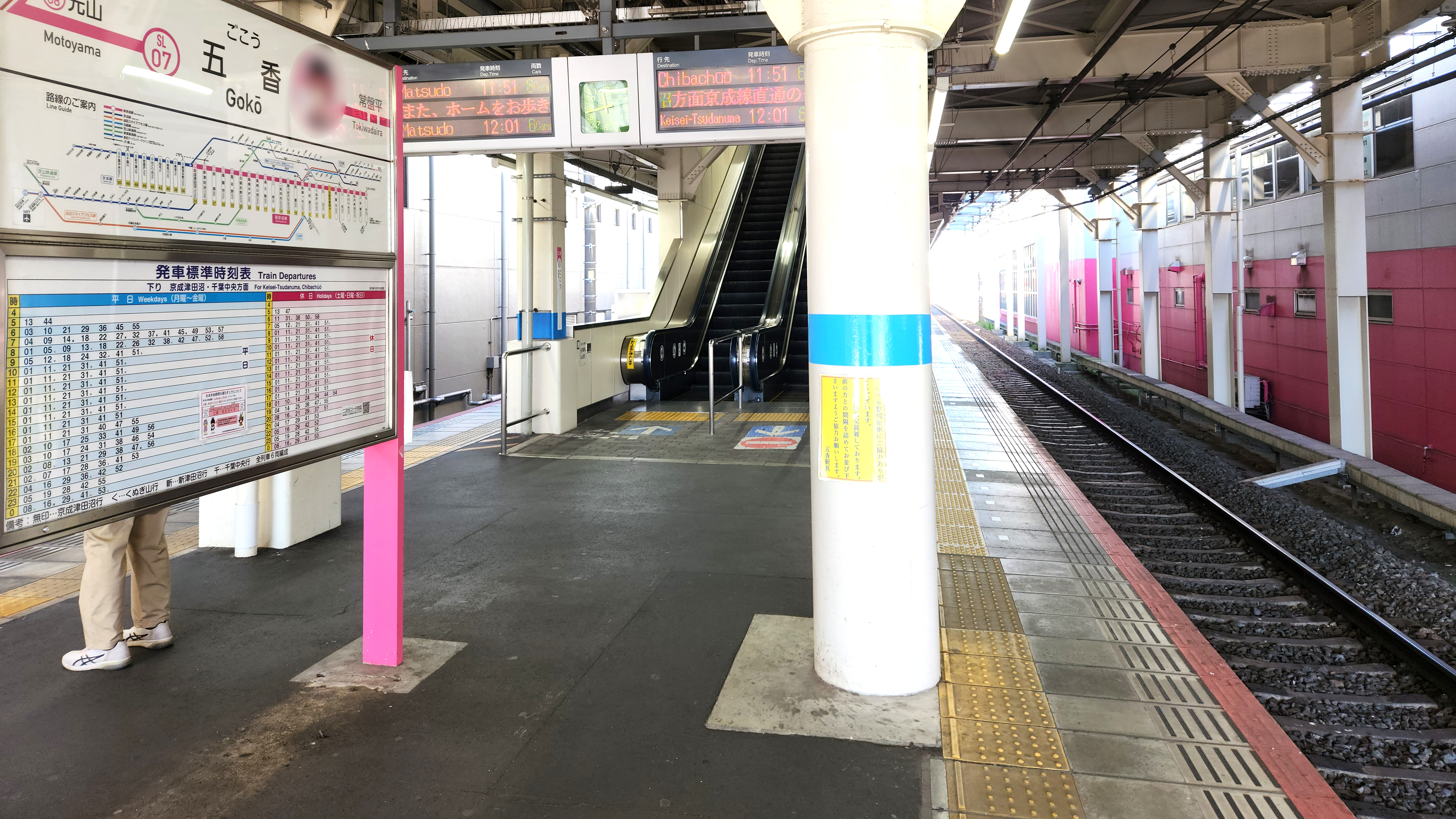
車站月台（2023年1月1日）

## 使用情況
2018年度的一日平均上下車人次為30,037人，在新京成線（当时）內排行第7位，是新京成線單獨站上下車人次最多。至2011年度為止比轉乘站新鎌谷站還多，2012年度新鎌谷站使用人數增加後跌落一位。
近年的一日平均上車人次推移如下表。
| 年度               | 1日平均 上下車人次 | 1日平均 上車人次 |
| ------------------ | ------------------ | ---------------- |
| 2001年（平成13年） |                    | 16,662           |
| 2002年（平成14年） |                    | 16,208           |
| 2003年（平成15年） |                    | 16,120           |
| 2004年（平成16年） |                    | 15,912           |
| 2005年（平成17年） |                    | 15,835           |
| 2006年（平成18年） | 31,797             | 15,967           |
| 2007年（平成19年） | 31,896             | 16,020           |
| 2008年（平成20年） | 31,604             | 15,825           |
| 2009年（平成21年） | 30,904             | 15,452           |
| 2010年（平成22年） | 30,723             | 15,352           |
| 2011年（平成23年） | 30,071             | 15,032           |
| 2012年（平成24年） | 30,546             | 15,263           |
| 2013年（平成25年） | 30,706             | 15,342           |
| 2014年（平成26年） | 30,193             | 15,078           |
| 2015年（平成27年） | 30,377             | 15,150           |
| 2016年（平成28年） | 30,170             | 15,045           |
| 2017年（平成29年） | 30,125             | 15,019           |
| 2018年（平成30年） | 30,037             |                  |

## 相鄰車站
京成電鐵
 松戶線
常盤平（KS83）－五香（KS82）－元山（KS81）

## 外部連結
- 五香｜電車與車站資訊｜京成電鐵